# Mame Mor Faye
Mame Mor Faye est un footballeur international sénégalais né le 12 juillet 2005 à Saint-Louis. Il joue au poste d'ailier avec le club turc au Esenler Erokspor en prêt du Çaykur Rizespor.

## Biographie

### Parcours en club
Courtisée par le club belge du KRC Genk,, il signe finalement au club turc du Çaykur Rizespor, promu en Süper Lig.

### Carrière en sélection
Invité à la Coupe arabe de football des moins de 20 ans en 2021 avec l’équipe du Sénégal, il inscrit deux buts en quatre matchs lors de ses débuts en sélection,.
En 2023, il participe au premier trophée continental U20 du Sénégal, en étant buteur en finale de la Coupe d'Afrique des nations ds moins de 20 ans, à la 6e minute.
Le 21 mai 2023, il entame son premier match en Coupe du monde des moins de 20 ans.

## Palmarès
Sénégal -20 ans
- CAN junior
  - Vainqueur en 2022